# Dictionnaire des idées reçues
Le Dictionnaire des idées reçues ou Catalogue des opinions chic est un ouvrage littéraire inachevé de Gustave Flaubert qui regroupe sous forme de dictionnaire des définitions et aphorismes de son imagination.

## Historique
Flaubert a travaillé une grande partie de sa vie à cet ouvrage qui demeure inachevé. En effet, il commence à mettre en forme ses aphorismes et les clichés de la société française de son époque à partir de 1850 à la suite d'une discussion tenue avec Louis Bouilhet. Il n'est cependant pas clairement établi si Flaubert souhaitait publier ce recueil ou simplement l'adjoindre en appendice de son roman, également inachevé, Bouvard et Pécuchet.
Le Dictionnaire des idées reçues est publié de manière posthume par Louis Conard en 1913 après le travail d'édition scientifique réalisée par Étienne-Louis Ferrère. Il comporte environ mille définitions se rapportant à des noms communs ou des noms propres qu'il traite souvent avec humour noir.

## Thèmes
Les thèmes sont des plus variés, mais certains sont récurrents comme ceux de l'hygiène et de la santé, la pudibonderie, les lieux communs et les poncifs esthétiques, ainsi que des sujets d'indignation futiles. Gustave Flaubert y utilise souvent l'infinitif à valeur d'impératif impersonnel, ce qui donne à son Dictionnaire des allures de parodie de manuel de bonne conduite en société.